# Atentatul din Stockholm (2017)
Pe 7 aprilie 2017, în jurul orei locale 14:50, un camion furat a intrat în oamenii care se aflau în fața unui magazin Åhléns de pe strada pietonală Drottninggatan din centrul capitalei Suediei, Stockholm. Camionul a ucis patru oameni și a rănit alți 15. Un posibil autor al atacului a fost arestat de forțele de securitate. Atacul a avut loc în aceeași zonă unde s-a întâmplat și cea mai recentă tentativă de atentat din Suedia, în 2010, când un irakian cu cetățenie suedeză a încercat să comită un atentat sinucigaș, însă a eșuat, explozibilii detonându-se necontrolat și omorându-l doar pe atacator.
Atacul poartă multe similarități cu cel de la Nisa din 14 iulie 2016 și cel de la Berlin din 19 decembrie 2016.

## Desfășurarea atacului

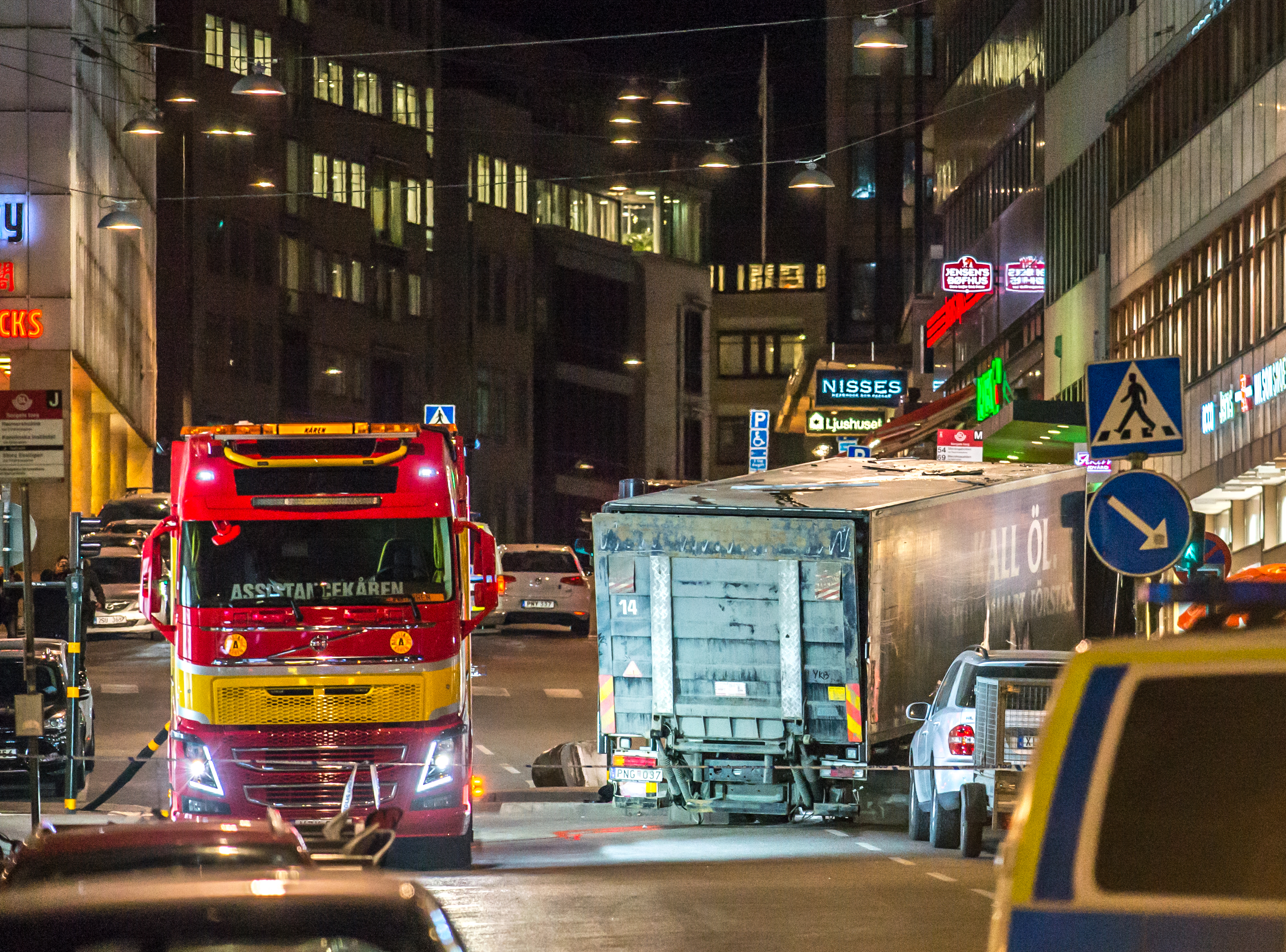
Camionul este îndepărtat de la locul atacului.

Un bărbat cu cagulă a furat camionul în timp ce șoferul făcea o livrare la un restaurant cu specific spaniol. Bărbatul a pornit de pe Apelbergsgatan, a străbătut apoi Drottninggatan și a izbit mulțimea din fața unui supermarket Åhléns. Camionul s-a oprit în zidul magazinului. Cabina camionului a luat imediat foc, moment în care autorul atacului a fugit de la fața locului. Mai mulți martori au declarat că trei bărbați înarmați au sărit din camion și au deschis focul asupra ofițerilor și pietonilor. Sute de cumpărători au fost văzuți fugind pentru viața lor după ce camionul articulat a lovit în colțul clădirii.
Șoferul a vizat în mod deliberat copiii mici. Cel puțin un cărucior cu un copil în el a fost spulberat de camionul care mergea în zigzag pe strada pietonală. SVT, citând surse din cadrul poliției, a raportat că o geantă cu explozibili nedetonați a fost găsită în camionul folosit în atac.
Potrivit publicației Aftonbladet, în gara centrală din Stockholm s-au tras focuri de armă. Polițiștii au evacuat gara și un tren a fost oprit. Martorii spun că ar fi văzut aici un bărbat suspect.

## Urmări
Prim-ministrul suedez Stefan Löfven și poliția locală tratează incidentul ca pe un posibil atac terorist, iar Casa Parlamentului (Riksdagshuset) și metroul din Stockholm au fost închise ca răspuns. Spendrups, compania care deținea camionul de livrare, a declarat că vehiculul fusese furat în dimineața aceleiași zi, în timp ce livra bere la un restaurant spaniol din Stockholm. Șoferul original al camionului nu a fost rănit. Compania națională a căilor ferate suedeze a anunțat că toate trenurile din și spre gara centrală din Stockholm au fost anulate pentru restul zilei.

## Autorul atacului
Poliția suedeză a dat publicității o fotografie cu suspectul despre care se spune că este în libertate. Un bărbat îmbrăcat într-o geacă verde și hanorac gri a fost văzut fugind de la locul atacului și îndreptându-se spre stația de metrou învecinată.
O persoană a fost reținută de poliție pe bulevardul Olof Palme, la mică distanță de mall-ul în care a intrat camionul.
Spre seară, un bărbat din Märsta, o suburbie din nordul Stockholmului, a declarat că el este autorul atacului și a fost arestat. Se crede că acesta este și bărbatul care apare în fotografia poliției. Un purtător de cuvânt al Autorității de Urmărire Penală din Suedia a confirmat că o persoană a fost arestată cu „suspiciune de crime teroriste prin crimă”, iar poliția a adăugat că persoana arestată este un bărbat de 39 de ani din Uzbekistan. Bărbatul se afla în evidența poliției cu ceva timp înainte de comiterea atacului.

## Victime

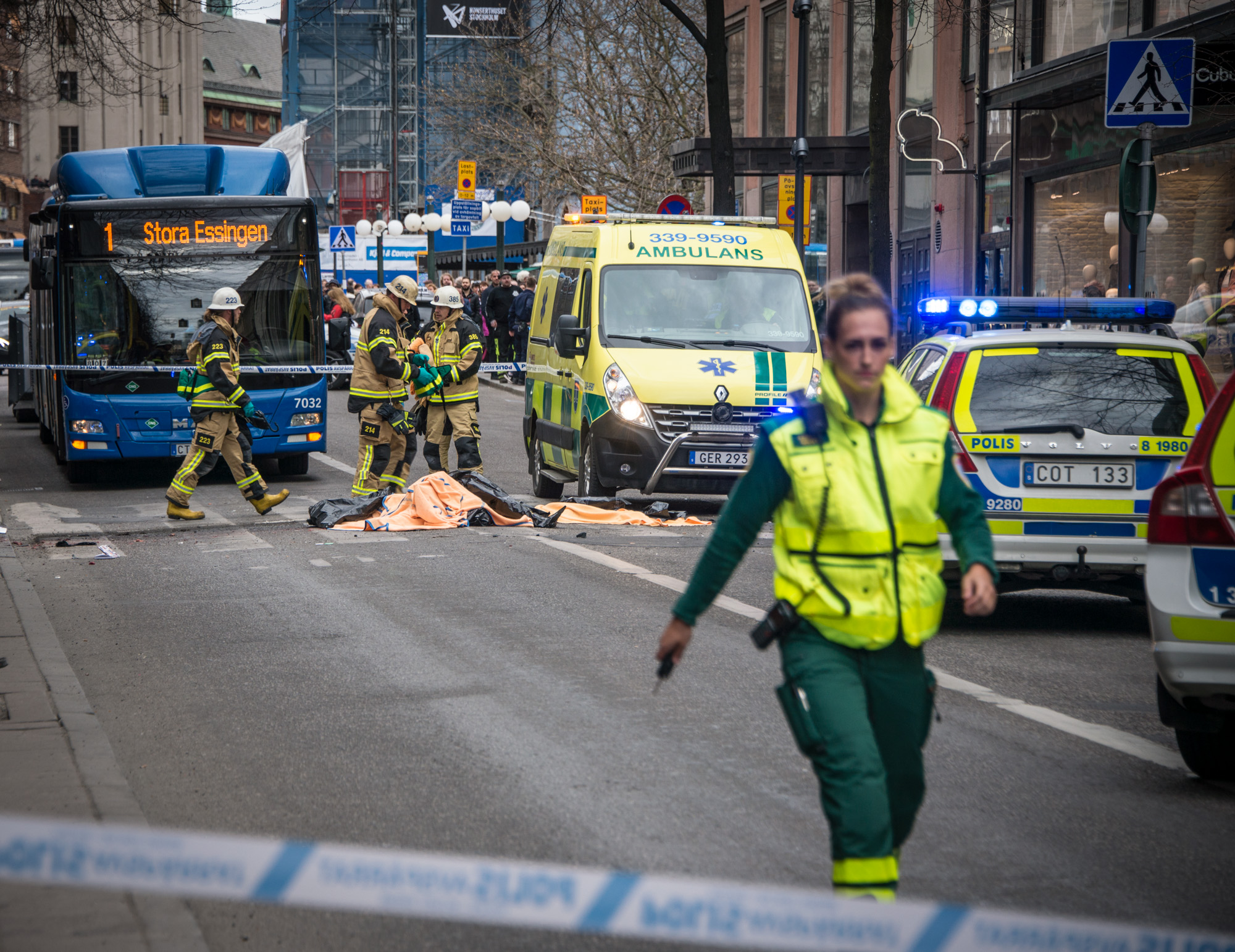
Un corp neînsuflețit stă întins pe Drottninggatan.

În primele ore de la atac, numărul victimelor a fost neclar. Potrivit SVT, televiziunea națională a Suediei, cel puțin cinci oameni au fost uciși, însă alte publicații suedeze au înaintat cifra de trei morți. Spre seară, poliția din Stockholm a ridicat bilanțul la patru morți și 15 răniți, dintre care doi copii.

## Vezi și
- Atentatul de la Nisa (2016)
- Atentatul din Berlin (2016)
- Atentatul de la Westminster (2017)